# Nunzio Di Roberto
Nunzio Di Roberto (Napoli, 21 settembre 1985) è un ex calciatore italiano, di ruolo attaccante o centrocampista.

## Carriera

### Napoli e i prestiti
Ha esordito nel campionato di Serie B nella stagione 2003-2004 con la maglia del Napoli. Dal 2004 al 2006 è al Giugliano, che nel mercato di gennaio del 2006 lo gira al Potenza.

### Giugliano, Foggia, Frosinone, Foggia e Taranto
Nel 2006 torna al Giugliano e per la stagione 2007-2008 è al Foggia. La stagione successiva ritrova la Serie B con la maglia del Frosinone. La stagione successiva torna al Foggia, ma al mercato di gennaio viene dato al Taranto.

### Cittadella, Varese, Pro Vercelli e Crotone
Nel 2010 viene acquistato dal Cittadella, con cui resta fino al 2014. Con i veneti realizza ventisette reti in centoquarantotto presenze.  Per la stagione 2014-2015 è in prestito alla Pro Vercelli. Nel luglio 2015 viene acquistato dal Crotone a titolo definitivo e al termine della stagione ottiene la promozione in Serie A. Riesce a debuttare in Serie A nella partita contro il Genoa, entrando all'84'. All'ultimo giorno della sessione di mercato estivo passa in prestito al Cesena, in Serie B. dove va a segno cinque volte in trentatré presenze con la maglia romagnola

### Salernitana
Il 31 agosto 2017 viene ufficializzata la sua cessione a titolo definitivo alla Salernitana.

### Juve Stabia
Il 17 agosto 2018, scende di categoria per vestire la maglia della Juve Stabia, con cui conquista la promozione in Serie B.

### Cavese
Il 24 luglio 2019, nonostante la promozione ottenuta con la maglia delle vespe, sceglie di rimanere in Serie C, accordandosi con la Cavese.

## Statistiche

### Presenze e reti nei club
| Stagione            | Squadra             | Campionato          | Campionato | Campionato | Coppe nazionali | Coppe nazionali | Coppe nazionali | Coppe continentali | Coppe continentali | Coppe continentali | Altre coppe | Altre coppe | Altre coppe | Totale | Totale |
| Stagione            | Squadra             | Comp                | Pres       | Reti       | Comp            | Pres            | Reti            | Comp               | Pres               | Reti               | Comp        | Pres        | Reti        | Pres   | Reti   |
| ------------------- | ------------------- | ------------------- | ---------- | ---------- | --------------- | --------------- | --------------- | ------------------ | ------------------ | ------------------ | ----------- | ----------- | ----------- | ------ | ------ |
| 2003-2004           | Napoli              | B                   | 2          | 0          | CI              | 0               | 0               | -                  | -                  | -                  | -           | -           | -           | 2      | 0      |
| 2004-2005           | Giugliano           | C2                  | 15         | 0          | CI              | 0               | 0               | -                  | -                  | -                  |             | -           | -           | 15     | 0      |
| set.2005-gen. 2006  | Giugliano           | C2                  | 11         | 0          | CI              | 1               | 1               | -                  | -                  | -                  |             | -           | -           | 12     | 1      |
| gen.-giu. 2006      | Potenza             | C2                  | 14         | 2          | CI-C            | 0               | 0               | -                  | -                  | -                  | -           | -           | -           | 14     | 2      |
| 2006-2007           | Giugliano           | C2                  | 26         | 3          | CI              | 0               | 0               | -                  | -                  | -                  |             | -           | -           | 26     | 3      |
| Totale Giugliano    | Totale Giugliano    | Totale Giugliano    | 52         | 3          |                 | 1               | 1               |                    | -                  | -                  |             | -           | -           | 53     | 4      |
| 2007-2008           | Foggia              | C1                  | 23         | 3          | CI-C            | 0               | 0               | -                  | -                  | -                  | -           | -           | -           | 23     | 3      |
| 2008-2009           | Frosinone           | B                   | 21         | 1          | CI              | 0               | 0               | -                  | -                  | -                  | -           | -           | -           | 21     | 1      |
| ago.-gen. 2010      | Foggia              | 1D                  | 17         | 1          | CI+CI-LP        | 2+0             | 0               | -                  | -                  | -                  | -           | -           | -           | 19     | 1      |
| Totale Foggia       | Totale Foggia       | Totale Foggia       | 40         | 4          |                 | 2               | 0               |                    | -                  | -                  |             | -           | -           | 42     | 4      |
| gen.-giu. 2010      | Taranto             | 1D                  | 12         | 0          | CI+CI-LP        | 0               | 0               | -                  | -                  | -                  | -           | -           | -           | 12     | 0      |
| 2010-2011           | Cittadella          | B                   | 27         | 4          | CI              | 2               | 0               | -                  | -                  | -                  | -           | -           | -           | 29     | 4      |
| 2011-2012           | Cittadella          | B                   | 39         | 10         | CI              | 2               | 0               | -                  | -                  | -                  | -           | -           | -           | 41     | 10     |
| 2012-2013           | Cittadella          | B                   | 41         | 7          | CI              | 2               | 2               | -                  | -                  | -                  | -           | -           | -           | 43     | 9      |
| 2013-gen. 2014      | Cittadella          | B                   | 21         | 5          | CI              | 2               | 1               | -                  | -                  | -                  | -           | -           | -           | 23     | 6      |
| Totale Cittadella   | Totale Cittadella   | Totale Cittadella   | 128        | 26         |                 | 8               | 3               |                    | -                  | -                  |             | -           | -           | 136    | 29     |
| gen.-giu. 2014      | Varese              | B                   | 18+1       | 1          | CI              | -               | -               | -                  | -                  | -                  | -           | -           | -           | 19     | 1      |
| 2014-2015           | Pro Vercelli        | B                   | 37         | 3          | CI              | -               | -               | -                  | -                  | -                  | -           | -           | -           | 37     | 3      |
| 2015-feb. 2016      | Pro Vercelli        | B                   | 24         | 1          | CI              | 1               | 0               | -                  | -                  | -                  | -           | -           | -           | 25     | 1      |
| Totale Pro Vercelli | Totale Pro Vercelli | Totale Pro Vercelli | 61         | 4          |                 | 1               | 0               |                    | -                  | -                  |             | -           | -           | 62     | 4      |
| feb.-giu. 2016      | Crotone             | B                   | 14         | 0          | CI              | 0               | 0               | -                  | -                  | -                  | -           | -           | -           | 14     | 0      |
| giu.-ago. 2016      | Crotone             | A                   | 1          | 0          | CI              | 1               | 0               | -                  | -                  | -                  | -           | -           | -           | 2      | 0      |
| Totale Crotone      | Totale Crotone      | Totale Crotone      | 15         | 0          |                 | 1               | 0               |                    | -                  | -                  |             | -           | -           | 16     | 0      |
| ago. 2016-2017      | Cesena              | B                   | 19         | 1          | CI              | 1               | 0               | -                  | -                  | -                  | -           | -           | -           | 20     | 1      |
| 2017-2018           | Salernitana         | B                   | 17         | 0          | -               | -               | -               | -                  | -                  | -                  | -           | -           | -           | 17     | 0      |
| ago.2018            | Salernitana         | -                   | -          | -          | CI              | 1               | 0               | -                  | -                  | -                  | -           | -           | -           | 1      | 0      |
| Totale Salernitana  | Totale Salernitana  | Totale Salernitana  | 17         | 0          |                 | 1               | 0               |                    | -                  | -                  |             | -           | -           | 18     | 0      |
| ago. 2018-2019      | Juve Stabia         | C                   | 17         | 1          | CI-C            | 1               | 0               | -                  | -                  | -                  | SI-C        | 1           | 0           | 19     | 1      |
| 2019-2020           | Cavese              | C                   | 25         | 3          | CI+CI-C         | 1+1             | 0               | -                  | -                  | -                  | -           | -           | -           | 27     | 3      |
| Totale carriera     | Totale carriera     | Totale carriera     | 442        | 46         |                 | 18              | 4               |                    | -                  | -                  |             | 1           | 0           | 261    | 50     |

## Palmarès

### Club

#### Competizioni nazionali
- Serie C: 1

Juve Stabia: 2018-2019 (girone C)